# Arabische Reise (Carsten Niebuhr)

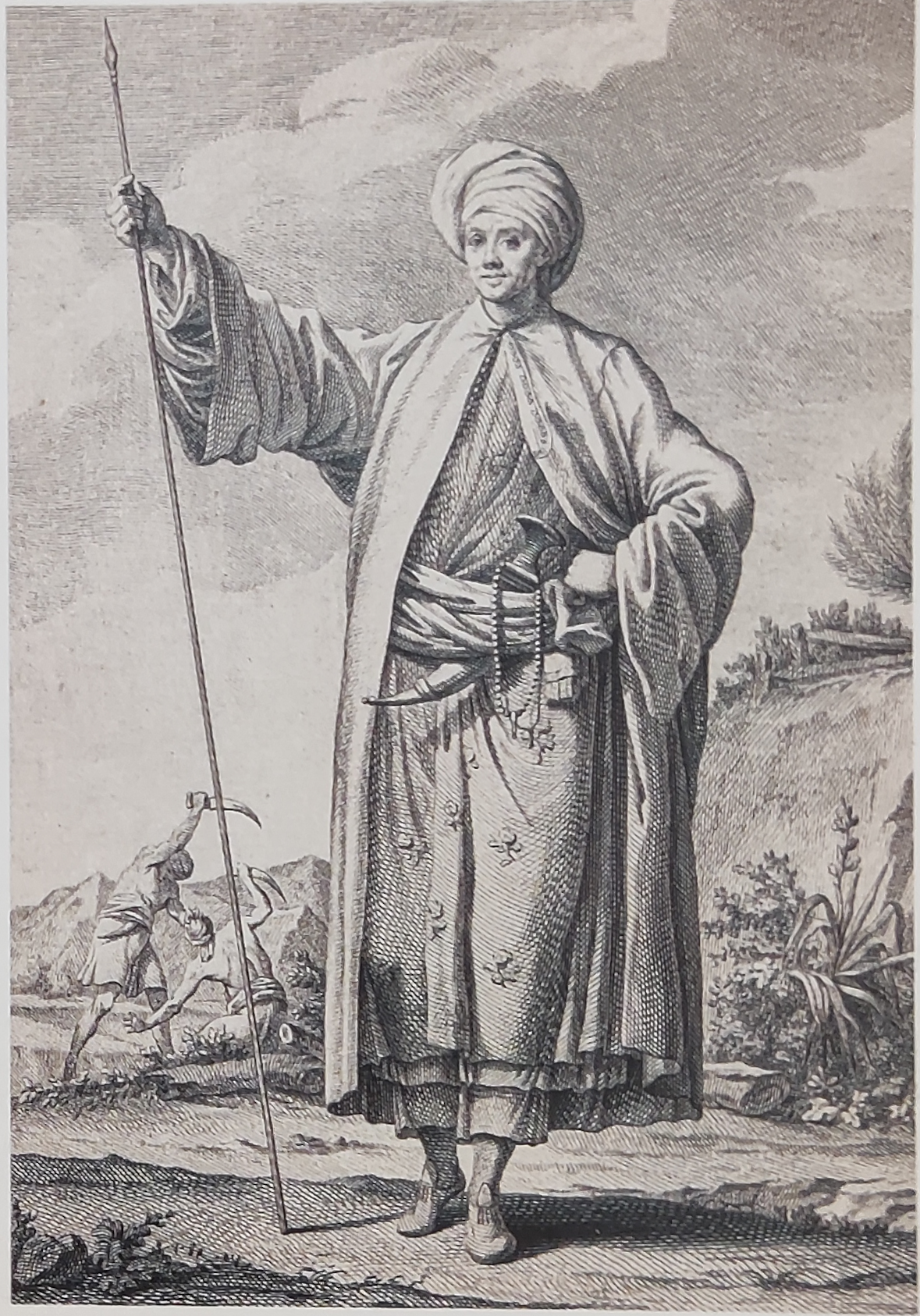
Carsten Niebuhr in Arabien

Die Arabische Reise (auch: Reise nach Arabien) des Mathematikers und Kartographen Carsten Niebuhr und seiner Kollegen in den Jahren von 1761 bis 1767 war die erste wissenschaftlich begründete und konzipierte Expedition in die Länder des arabischen und vorderasiatischen Raums. Sie beruhte auf einer Idee und einer Konzeption des Göttinger Orientalistik-Professors Johann David Michaelis, der dabei auch drei seiner früheren Arabisch-Studenten in die Teilnehmer-Gruppe berief. Finanziert wurde die Reise durch König Frederik V. von Dänemark. Die Reise führte von Kopenhagen mit dem Schiff nach Konstantinopel und Kairo, von dort in den Jemen und bis nach Indien. Als einziger Überlebender kam Carsten Niebuhr nach Kopenhagen zurück, der auf der Basis seiner eigenen Aufzeichnungen und der seiner Mitreisenden in mehreren Publikationen das Wissen Europas über den Orient vermehrte.

## Idee und Konzeption

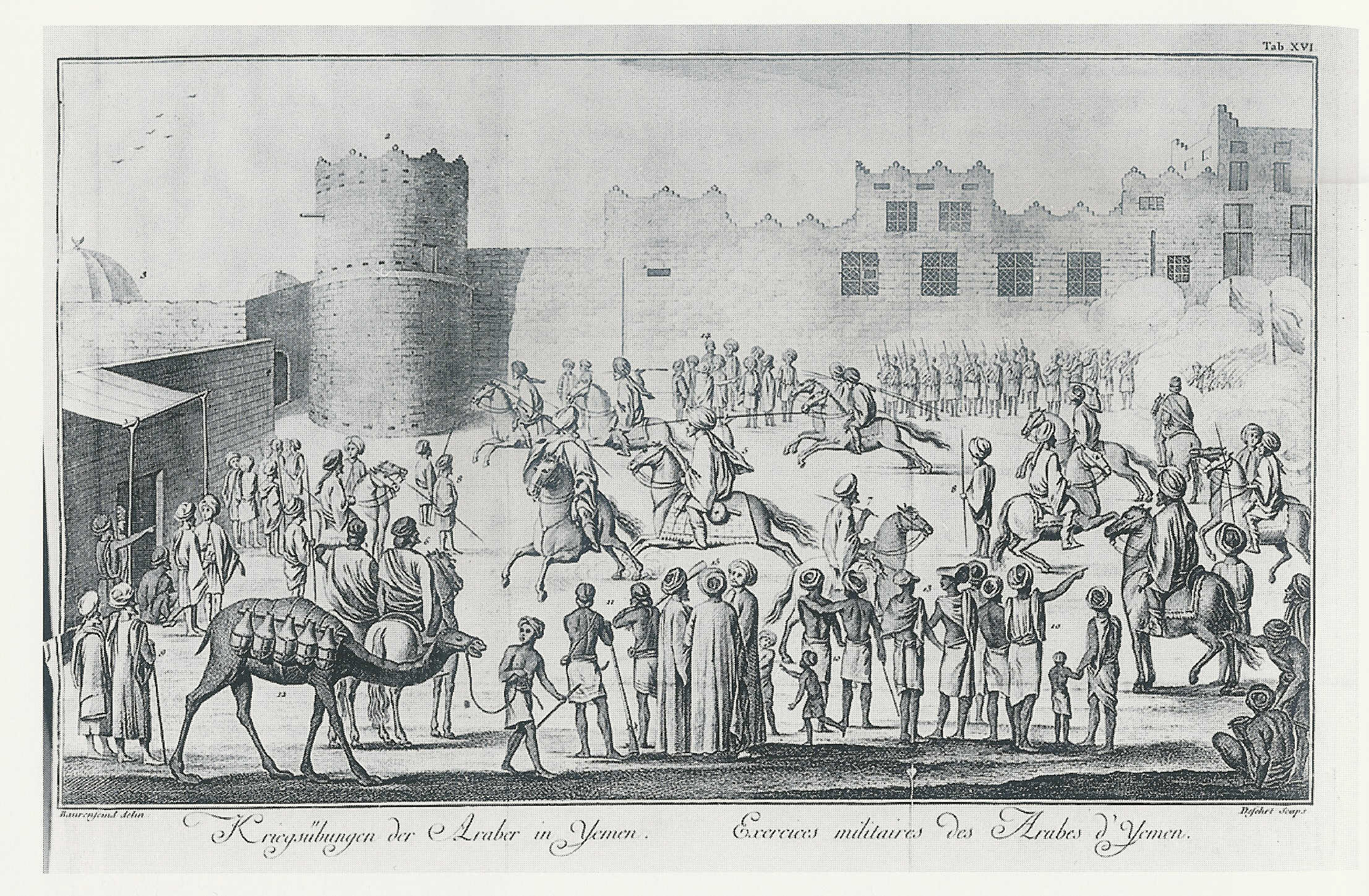
Niebuhr: Kriegsübungen der Araber in Yemen

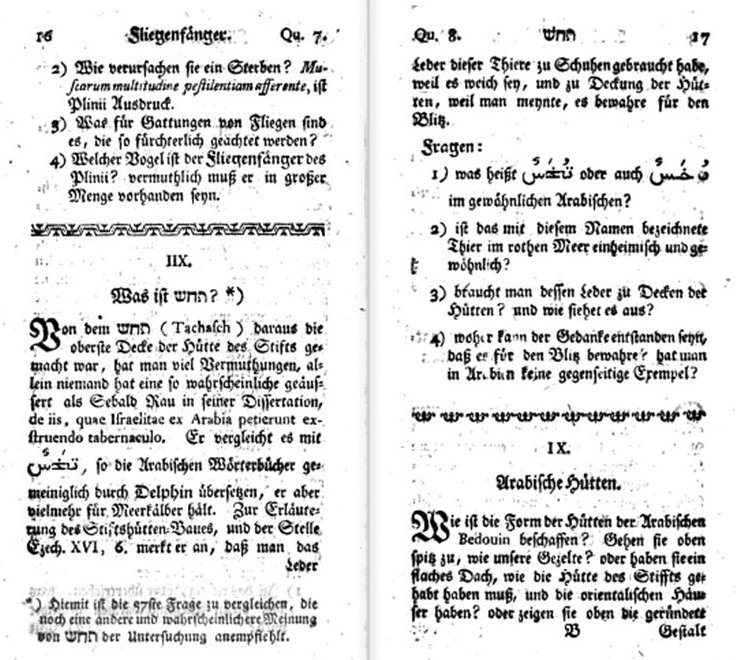
Aus dem Fragenkatalog von Michaelis, 1762

Johann David Michaelis beschäftigte sich als Professor an der Philosophischen Fakultät der Universität Göttingen in Lehre und Forschung mit der hebräischen und der arabischen Sprache. Obwohl er nicht der Theologischen Fakultät angehörte, betrachtete er es als wesentliches Ziel seiner Tätigkeit, ein tieferes Verständnis für die biblischen Texte des Alten Testaments zu entwickeln. Dem Geist seiner Zeit folgend versuchte er, sein Wissen durch empirische Forschung, also durch Abgleichung mit der Realität, zu erweitern und sich von der reinen Buchweisheit zu lösen.
Bei der Erforschung des Alten Testaments gab es verschiedene Schwierigkeiten mit der Deutung von Vokabeln, die sich auf die materielle Kultur und die Lebensverhältnisse des alten Orients bezogen, wie auf Gerätschaften des täglichen Lebens, aber auch auf Architektur, Botanik und Zoologie. Vorschriften über die Reinheit und Unreinheit bestimmter Tierarten (zum Beispiel aus dem 5. Buch Mose) konnten nur dann verstanden werden, wenn man die Tierwelt des Orients kannte. Es ist überliefert, dass Michaelis Göttinger Professoren der Naturwissenschaften schriftlich nach den Eigenarten bestimmter Tierarten befragte, um biblische Textstellen besser zu verstehen. Diese Vorgehensweise war für die damalige Philologie und Theologie geradezu revolutionär.
Zusätzlich war man im 18. Jahrhundert der Auffassung, dass die Kultur des Orients deutlich weniger dynamisch war als die Kultur Europas, die damals durch die Aufklärung, massive Fortschritte in den Naturwissenschaften und beginnende Industrialisierung geprägt war. Die europäische Wissenschaft ging davon aus, dass die Kultur des Orients noch die Kultur der biblischen Erzväter und des Propheten Mose repräsentierte, man dort also durch bloße Anschauung die Welt des Alten Testaments erforschen könne.
Im Jahre 1753 entwickelte Michaelis die Idee, eine Expedition von Fachleuten verschiedener Disziplinen in die Länder des Vorderen Orients zu schicken, damit sie dort die Fragen klären konnten, die die Wissenschaft beschäftigten.
Zu diesem Zweck stellte Michaelis einen Fragenkatalog zusammen, der möglichst viele dieser Problemstellungen abdeckte. Dazu forderte er Wissenschaftler in ganz Europa auf, weitere Fragen einzureichen. Das nahm so viel Zeit in Anspruch, dass der vollständige Katalog mit hundert Fragen der Expedition in mehreren Teilen erst während der Reise übermittelt werden konnte. Der Fragenkatalog erschien zusammen mit den Anweisungen, die der dänische König den Teilnehmern gegeben hatte, im Jahre 1762 im Druck und wurde in den nächsten Jahren in andere europäische Sprachen übersetzt.
Michaelis war damals ein in ganz Europa anerkannter Wissenschaftler. So gelang es ihm im Jahre 1756, den aus Hannover stammenden dänischen Staatsminister Johann Hartwig Ernst von Bernstorff für den Plan einer wissenschaftlich motivierten Orient-Expedition zu gewinnen. Dieser sorgte dafür, dass der dänisch-norwegische König Friedrich V. die Finanzierung übernahm.

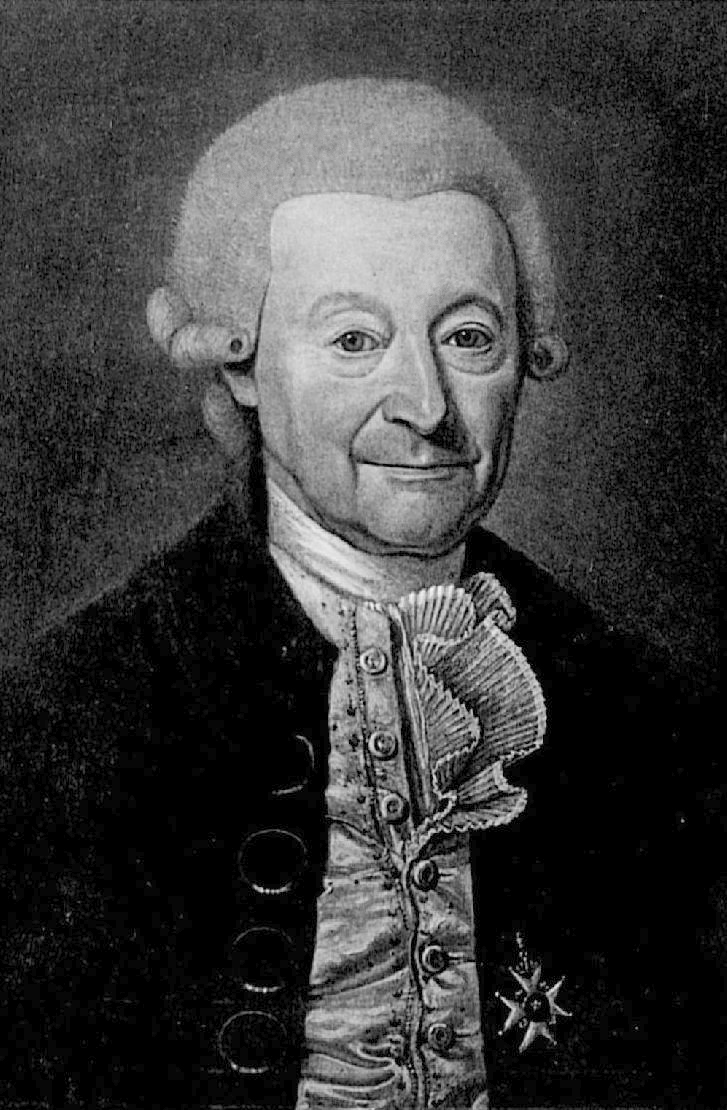
Ideengeber: Johann David Michaelis
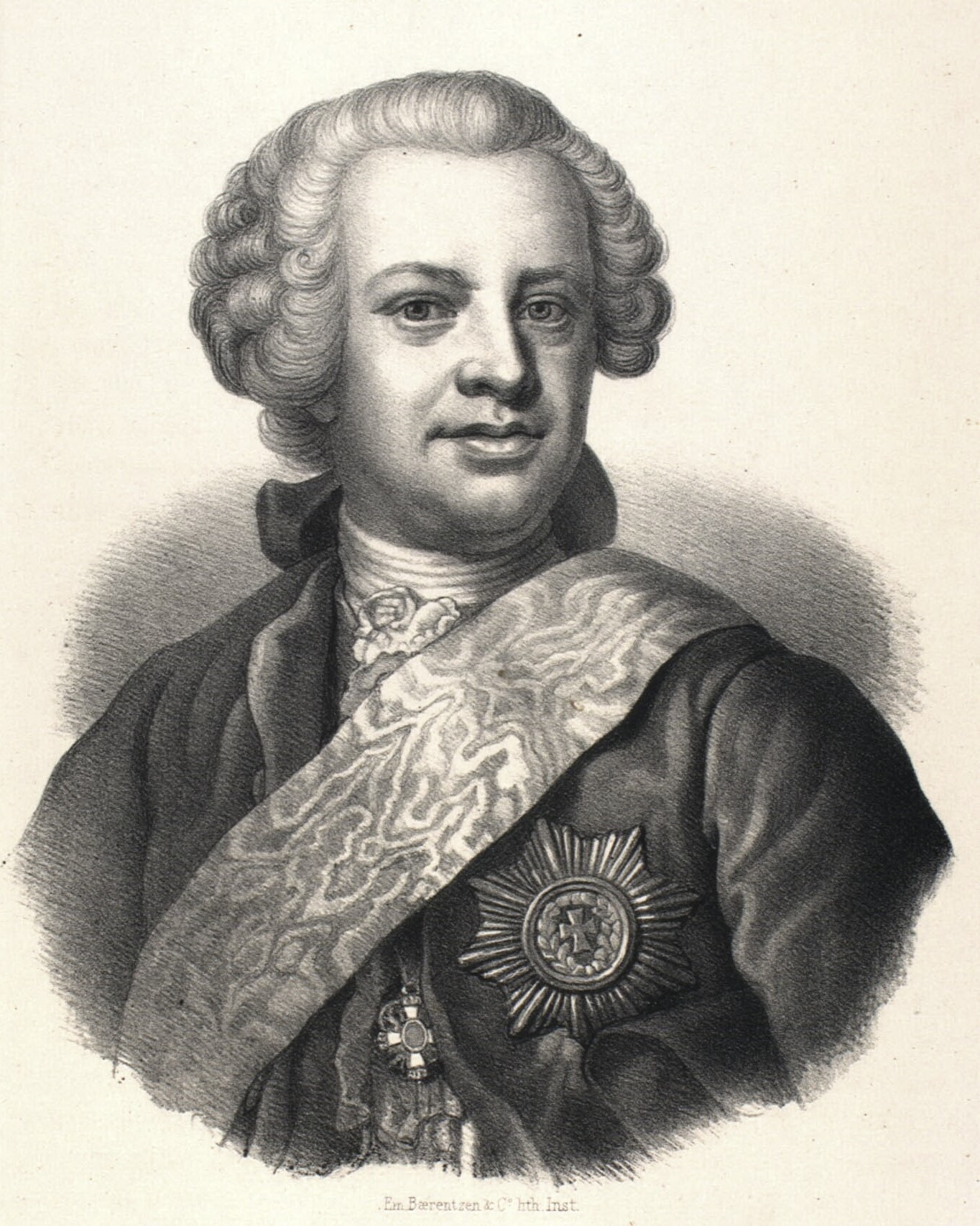
Unterstützer: Graf Johann Hartwig Ernst von Bernstorff
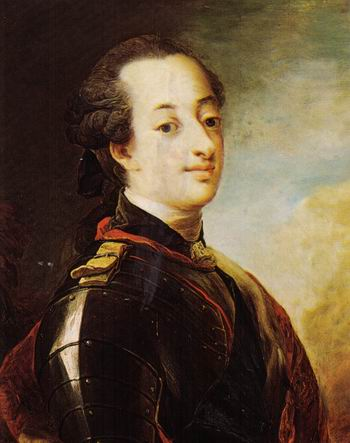
Erster Finanzier: König Friedrich V. von Dänemark und Norwegen
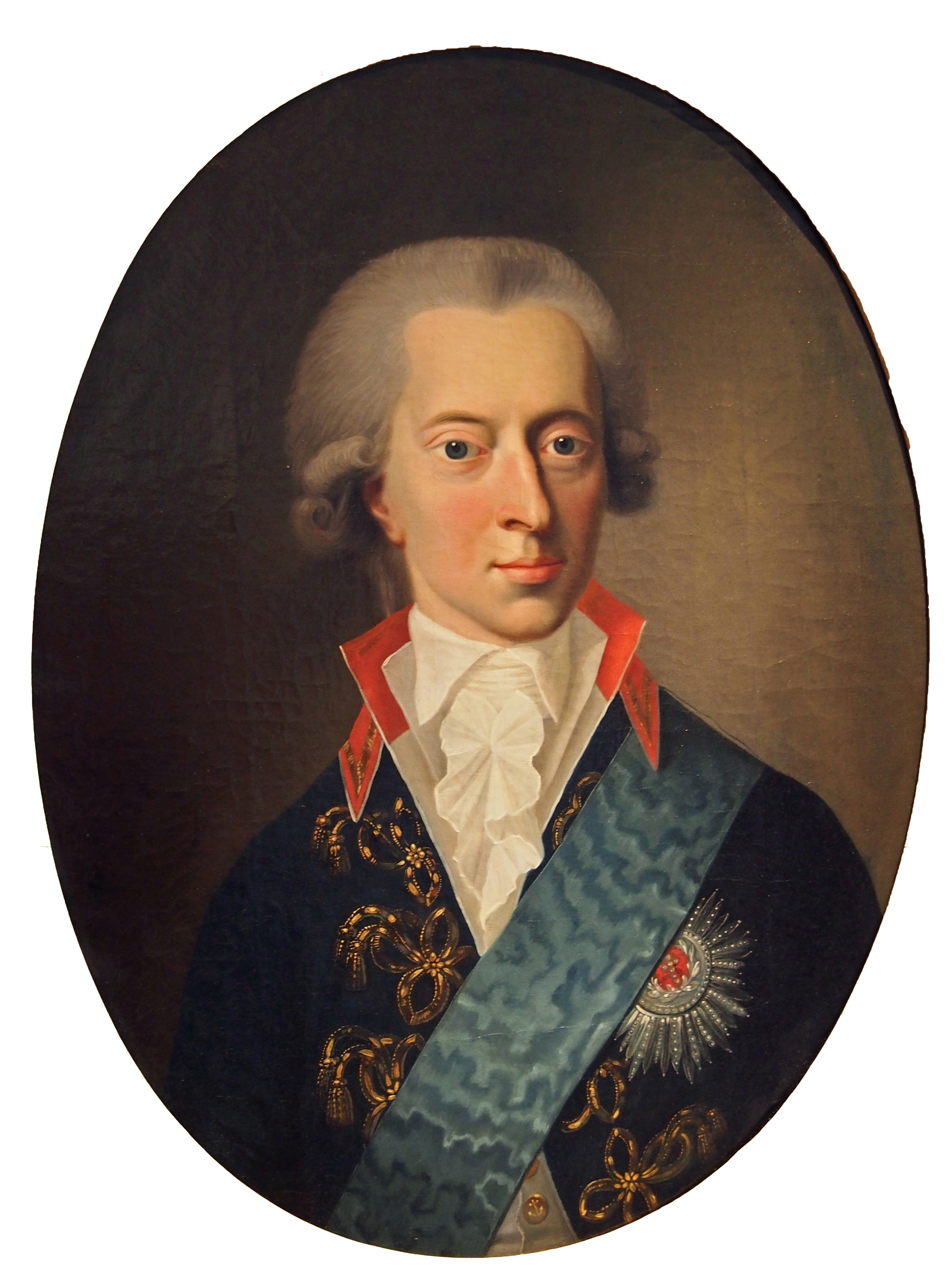
Zweiter Finanzier: König Christian VII. von Dänemark und Norwegen

### Teilnehmer
- Professor Friedrich Christian von Haven (1727–1763) als Philologe und Kenner der arabischen Sprache
- Professor Peter Forsskål (1732–1763) als Zoologe und Botaniker
- Doktor Christian Carl Cramer (1732–1764) als Arzt
- Georg Wilhelm Bauernfeind (1728–1763) als Zeichner und Kupferstecher
- Carsten Niebuhr (1733–1815) als Mathematiker und Kartograph
- Lars Berggren (?–1763), ein schwedischer Dragoner, als Diener

Die Expeditionsteilnehmer von Haven, Forsskål und Niebuhr hatten bereits in Göttingen bei Michaelis Arabisch studiert, Cramer und Bauernfeind sowie der Diener Berggren stießen in Dänemark kurz vor Reisebeginn zur Gruppe.

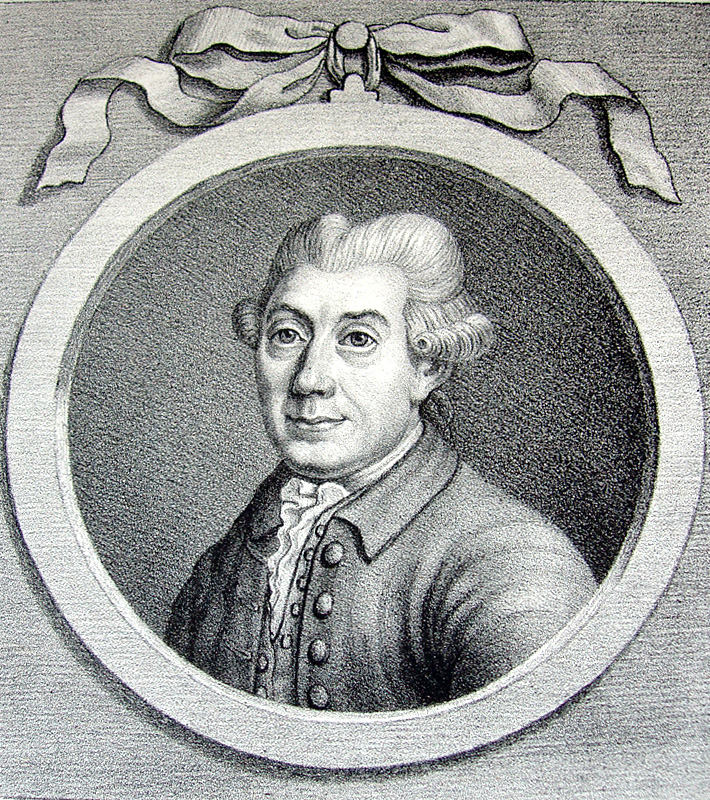
Carsten Niebuhr, Mathematiker und Kartograph
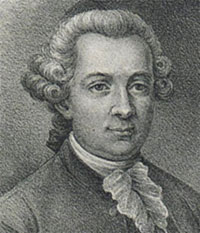
Peter Forsskål, Zoologe und Botaniker
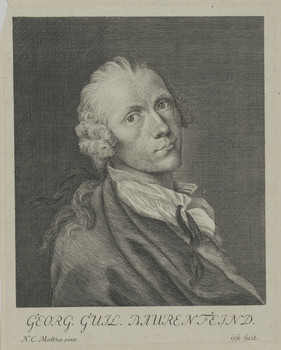
Georg Wilhelm Bauernfeind, Zeichner und Kupferstecher

## Verlauf der Reise
Die Expedition begann mit einer Reise auf dem dänischen Kriegsschiff „Grønland“ von Kopenhagen durch Ostsee, Nordsee, Atlantik und Mittelmeer nach Konstantinopel. Dort gab es erste Unstimmigkeiten in der Gruppe, die per Korrespondenz mit Kopenhagen geklärt wurden, da die Gruppe keinen Leiter hatte. Alle Expeditionsteilnehmer waren gleichberechtigt, so musste die dänische Regierung Anweisungen per Post schicken. Bald fuhr die Gruppe nach Kairo weiter. Hier gab es weitere Fragen mit Kopenhagen zu klären. Dies nahm jedoch rund zwei Jahre in Anspruch, einen Zeitraum, den die Gruppe für Forschungen, Aufzeichnungen und Vermessungen in Unterägypten und auf dem Sinai nutzte sowie für den Ankauf wertvoller Handschriften in verschiedenen Sprachen und Schriften.
Danach ging es per Schiff weiter nach Dschidda und al-Luhayya im Jemen. Von dort reiste die Gruppe über Land nach Bayt al-Faqīh, das als Ausgangspunkt für Forschungen und Vermessungen verwendet wurde.
Hier machten sich bei den Reisenden die ersten Krankheitserscheinungen bemerkbar. Sie litten an Fieber, Magenkrämpfen und Erbrechen. Keiner der Reisenden, auch nicht der Arzt Cramer, konnte die Malaria diagnostizieren, Niebuhr spricht in seinen Erinnerungen von „Erkältungen“.

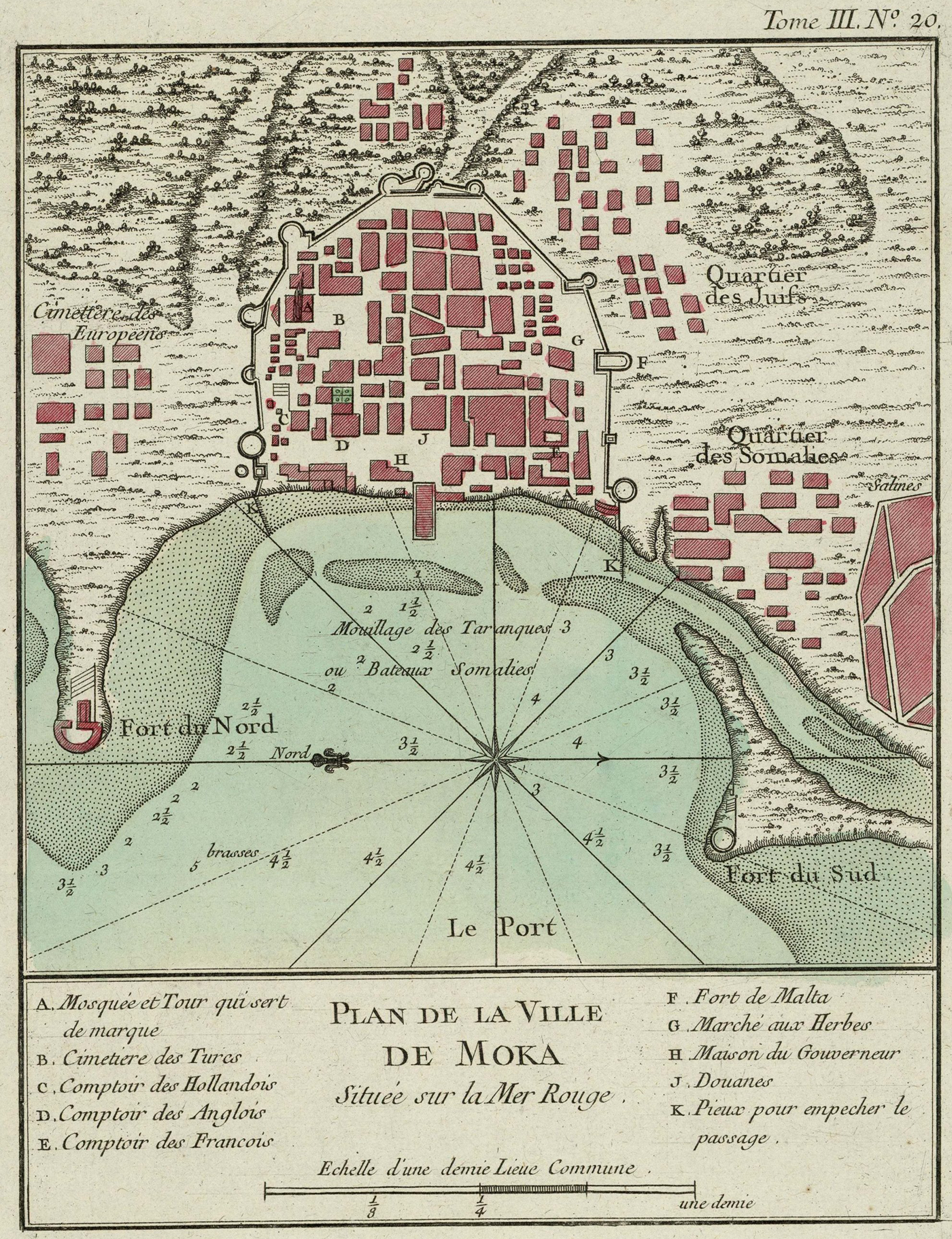
Jacques-Nicolas Bellin: Karte der Hafenstadt Mokka, 1764

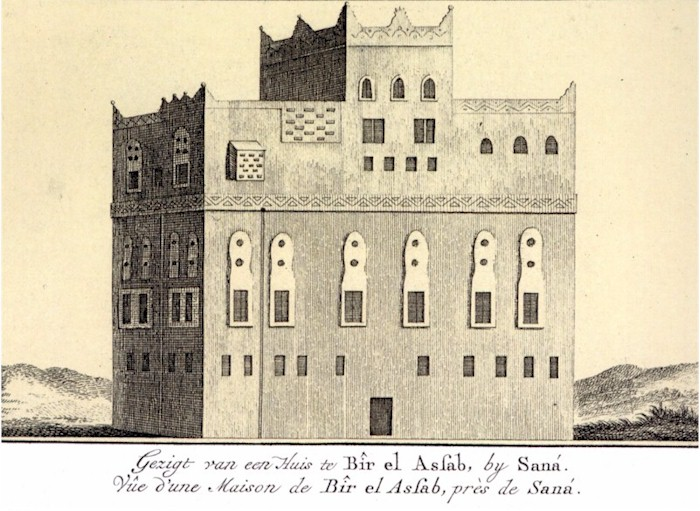
Carsten Niebuhr: Haus in Sanaa

Am 25. Mai 1763 starb Friedrich Christian von Haven in Mokka an Malaria. Peter Forsskål starb sechs Wochen später am 10. Juli in Yarīm auf dem Weg nach Sanaa. Vier der Reisenden kamen schwerkrank in der Hauptstadt an. Hier wurden sie freundlich und fürsorglich empfangen und erhielten eine Audienz beim Imam. Ihnen wurde erlaubt, ein ganzes Jahr als Gäste des Herrschers zu bleiben, sie zogen es aber vor, so schnell wie möglich aus der gefährlichen Region aufzubrechen und nach Mokka zu reisen, wo in gewissen Abständen englische Schiffe auf dem Weg nach Indien anlegten. Sie erreichten auch tatsächlich das letzte Schiff, das in diesem Jahr noch nach Indien abfuhr.
Aber die Krankheit ließ sie nicht los. Auf dem Schiff starb am 29. August Georg Wilhelm Baurenfeind, am 30. August der Diener Berggren. Im September 1763 gingen Niebuhr und Cramer in Bombay von Bord. Sie wohnten dort in einem komfortablen Haus und wurden von einem englischen Arzt behandelt. Trotzdem starb Christian Karl Cramer am 10. Februar 1764.
Im Herbst des Jahres fühlte sich Niebuhr gesund genug, um seine Reise fortzusetzen. Trotz seiner schlimmen Erfahrungen wollte er den Forschungsauftrag nun allein ausführen und reiste tatsächlich über Land nach Westen. Seine Erfahrungen bewogen ihn aber nun zu einer grundlegenden Änderung. Er nahm Abstand von europäischen Handlungsweisen und Attitüden und erkannte, dass er sich an die Gegebenheiten der Länder, durch die er reiste, anpassen musste. Er kleidete sich wie ein Einheimischer, nahm die einheimischen Gebräuche an und benahm sich diskret. So nahm er auch nicht mehr wie früher jeweils Kontakt mit den offiziellen Stellen in den jeweiligen Regionen auf, sondern reiste unauffällig, was sich als deutlich angenehmer und effizienter erwies.
Später schrieb er, dass die Weigerung der Reisegruppe, sich den örtlichen Gegebenheiten anzupassen, seiner Ansicht nach der Hauptgrund für das Scheitern und die gesundheitlichen Probleme der Gruppe war. Auch verlief der Umgang mit der einheimischen Bevölkerung und den örtlichen Behörden viel reibungsloser, jedenfalls nicht schwieriger als in Europa.
Niebuhr schaffte es unter anderem, umfangreiche Aufzeichnungen von der damals bereits berühmten, aber bisher nur unzureichend beschriebenen Ruinenstätte Persepolis, der persischen Residenzstadt („das wichtigste Denkmal des Orients“), zu machen. Seine Kopien der persischen Keilschrift-Denkmäler waren so aussagekräftig, dass es 40 Jahre später Georg Friedrich Grotefend gelingen sollte, auf der Basis seiner Aufzeichnungen eine Übersetzung vorzulegen, die auf seinem kurz zuvor erfolgten Entzifferungsversuch der persischen Keilschrift beruhte.
Weihnachten 1765 kam Niebuhr nach Nadschaf, im Januar 1766 nach Bagdad, im März nach Mosul und im Juni nach Aleppo. Hier in Syrien lüftete Niebuhr sein Inkognito und nahm Kontakt mit dem dänischen König auf. Friedrich V. war inzwischen gestorben, auf dem Thron saß sein Sohn Christian VII. Niebuhr bot dem König an, das Katharinenkloster auf dem Sinai zu erforschen und den Nil aufwärts zu reisen. Aber das wurde nicht gestattet. Über Zypern, Jerusalem und Damaskus kehrte Niebuhr nach Konstantinopel zurück.
Von Konstantinopel reiste er auf dem Landweg über den Balkan nach Göttingen und von dort nach Kopenhagen.

## Ergebnisse
Niebuhr brachte seine Aufzeichnungen und die seiner Reisegefährten mit nach Hause.
Im Jahre 1772 erschien der erste Reisebericht von Niebuhr unter dem Titel „Beschreibung von Arabien“, dem zwei Jahre später eine reich illustrierte Prachtausgabe „Reisebeschreibung nach Arabien und andern umliegenden Ländern“ (Kopenhagen 1774–1778) in drei Bänden folgen sollte, deren letzter Band „Reise nach Syrien und Palästina“ jedoch erst nach seinem Tode 1837 in Hamburg herausgegeben wurde.
Diese Werke enthalten umfassende Darstellungen, Karten und Abbildungen von den Landschaften und ihren Bewohnern sowie von Maschinen, Münzen und Inschriften.
Darüber hinaus lieferte Niebuhr die ersten zuverlässigen Karten vom Roten Meer und dem Jemen. Letztere waren über 200 Jahre wichtiges Hilfsmittel für die Erforschung des Landes. Auch Niebuhrs Kopien von Inschriften in Altarabisch, Hieroglyphen und Keilschrift waren für die Wissenschaftler in Europa äußerst wertvoll.
Seine Werke wurden in den folgenden Jahren in verschiedene Sprachen übersetzt, so ins Englische, Französische und Niederländische.
Im Jahre 1775 veröffentlichte Niebuhr die zoologischen und botanischen Aufzeichnungen seines Kollegen Peter Forsskål, der dadurch ebenfalls zu verdientem Ruhm kam.
Der Initiator der Reise, der Göttinger Orientalist Johann David Michaelis, war offenbar mit dem Ergebnis der Expedition nicht zufrieden. Eine positive Reaktion auf die Ergebnisse von Niebuhr ist nicht überliefert. Aus seiner Autobiographie geht hervor, dass er seine Idee nach dem Tode der meisten Expeditionsteilnehmer als gescheitert angesehen hatte.
Abgesehen von den Publikationen seiner Ergebnisse trat Niebuhr nach seiner Rückkehr wissenschaftlich nicht mehr in Erscheinung. Er machte eine Karriere in der dänischen Verwaltung und starb 1815 in Meldorf in Dithmarschen. Seine Messinstrumente sind heute im Dithmarscher Landesmuseum zu besichtigen. Seine handschriftlichen Aufzeichnungen befinden sich in seinem Nachlass in der Universitätsbibliothek Kiel.